# Eddy Edigin
Eddy Edigin junior (* 17. Oktober 1995) ist ein deutscher Basketballspieler nigerianischer Abstammung.

## Laufbahn
Edigin wurde im nigerianischen Lagos geboren, 2004 kam er nach Deutschland, er wuchs in Regensburg auf. Mit 16 Jahren begann er seine Basketballkarriere, seine erste Vereinsstation waren die Regensburg Baskets, im Alter von 17 Jahren wechselte er zum FC Bayern München. Neben seinen Einsätzen in der FCB-Jugend kam Edigin auch in der zweiten Münchener Herrenmannschaft zum Einsatz, mit der er 2016 den Meistertitel in der ersten Regionalliga (Südost-Staffel) gewann.
In Hinblick auf das Spieljahr 2016/17 ging er von München zu den Giants Nördlingen in die 2. Bundesliga ProB. Mit 11,2 Punkten und 8,1 Rebounds im Durchschnitt wurde Edigin in Nördlingen zum Leistungsträger und machte so andere Vereine auf sich aufmerksam. Im Sommer 2017 nutzte er die Gelegenheit und kletterte eine weitere Liga hinauf, als er vom 1. FC Baunach verpflichtet wurde und somit den Sprung in die 2. Bundesliga ProA sowie in den erweiterten Kader von Baunachs Kooperationspartner, dem Bundesligisten Brose Bamberg, schaffte. Im Oktober 2017 gab er für Bamberg im Spiel gegen Ludwigsburg seinen Einstand in der Basketball-Bundesliga. Insgesamt sechsmal lief der Brettspieler für Bamberg in der höchsten deutschen Spielklasse auf.
Im September 2018 zog er sich einen Kreuzbandriss zu und fiel deshalb für die gesamte Saison 2018/19 aus. Das bedeutete, dass Edigin nicht mehr für Baunach auf Korbjagd ging. Im Juli 2019 wurde er vom Zweitligaaufsteiger Bayer Leverkusen verpflichtet. Der Brettspieler erzielte in der ProA-Saison 2019/20 in 27 Partien durchschnittlich 6,9 Punkte und 5,1 Rebounds je Begegnung. Zwar belegte Leverkusen am Ende der Saison den fünften Tabellenplatz, welcher zur Teilnahme an den ProA-Playoffs berechtigt hätte, allerdings wurde die Saison aufgrund der COVID-19-Pandemie in Deutschland vorzeitig abgebrochen. Am 20. Juli 2020 gaben die Rheinländer bekannt, dass sie den auslaufenden Vertrag mit Edigin nicht verlängern werden. Im August 2020 fanden beide Seiten schließlich doch noch zueinander, Edigin verlängerte seinen Vertrag beim deutschen Rekordmeister um eine weitere Spielzeit.
Mit den Leverkusenern belegte Edigin in der ProA-Saison 2020/21 mit einer Bilanz von 18 Siegen und zehn Niederlagen nach der Hauptrunde den fünften Tabellenplatz. Dabei zeigte Edigin einige starke Auftritte: Gegen die Artland Dragons erzielte er Ende Februar 2021 24 Punkte, was eine neue persönliche ProA-Bestmarke bedeutete. Insgesamt fuhr er fünf „Double-double“ (zweistellig in je zwei positiven statistischen Kategorien) ein. In der Hauptrunde stand Edigin in allen 28 Saisonspielen auf dem Feld, erzielte durchschnittlich 9,6 Punkte und sammelte 5,8 Rebounds je Begegnung ein. Mit den Rheinländern erreichte er die ProA-Finalspiele, da man in der Endrunde unter anderem die als Titelanwärter gehandelten Science City Jena und Rostock Seawolves bezwang. In der Endspielserie um die Meisterschaft allerdings hatte Leverkusen das Nachsehen und verlor nach Hin- und Rückspiel gegen die MLP Academics Heidelberg (66:96 / 93:93). In acht Playoffspielen kam Edigin auf Mittelwerte von 7,0 Zählern und 5,6 Abprallern pro Spiel.
Am 1. Juli 2021 gaben die Hamburg Towers die Verpflichtung Edigins bekannt. Für die Norddeutschen bestritt er in der Saison 2021/22 in der Bundesliga 35 Spiele (2,9 Punkte im Durchschnitt) und kam im europäischen Wettbewerb EuroCup in 17 Begegnungen zum Einsatz, in denen er es im Mittel auf 3,1 Punkte brachte. Nach einem Jahr in Hamburg wechselte Edigin innerhalb der Bundesliga zu den MHP Riesen Ludwigsburg. Während seiner Ludwigsburger Zeit steigerte er in der Bundesliga seinen Punktemittelwerte von 5 (Saison 2022/23) auf 8,1 (Saison 2023/24). Im Sommer 2024 nahm er ein Angebot eines weiteren Bundesligisten, Niners Chemnitz, an.
Im März 2025 wechselte Edigin innerhalb der Bundesliga zum Mitteldeutschen BC. Im Juni 2025 gaben die Würzburg Baskets seine Verpflichtung bekannt.

### Nationalmannschaft
Edigin, der seit 2010 deutscher Staatsbürger ist, stand 2015 im Aufgebot der U20-Nationalmannschaft.

### Erfolge
- Vizemeister in der ProA-Saison 2020/21 mit den Bayer Giants Leverkusen
- Meister 2015/16 mit dem FC Bayern München II in der 1. Regionalliga Südost